# البيت الذهبي (رواية)
البيت الذهبي  (بالإنجليزية: The Golden House)‏ هي رواية للكاتب البريطاني سلمان رشدي، نشرت عام 2017، عن دار نشر جوناثان كيب.